# Papiro Oxirrinco 104
El Papiro Oxirrinco 104 también llamado P. Oxy. 104 o P. Oxy. I 104 es un testamento, escrito en griego y descubierto en Oxirrinco, Egipto. El manuscrito se escribió el 26 de diciembre del 96 en papiro, en forma de una hoja. En la actualidad se encuentra en la Biblioteca de la Universidad de Cambridge, Inglaterra.

## Documento
El documento contiene el testamento de Soeris, hija de Harpocras, otorgado en el año 16 de Domiciano. Deja su casa y sus bienes a su hijo Areotes o a sus herederos, con la condición de que su esposo Atreo pueda vivir en ella y recibir de Areotes 48 dracmas anuales hasta alcanzar un total de 300. Soeris debía este dinero a Atreo. A la muerte de Atreo, Areotes debía pagar 40 dracmas a su hermana Tnefero y proporcionarle un hogar en caso de separación de su esposo. Las mediciones del fragmento son 170 por 163 mm.
Fue descubierto por Bernard Pyne Grenfell y Arthur Surridge Hunt en 1897. El texto fue publicado por Grenfell y Hunt en 1898.